# Ocosia possi
Ocosia possi és una espècie de peix pertanyent a la família dels tetrarògids i a l'ordre dels escorpeniformes.

## Etimologia
L'epítet possi fa referència a l'ictiòleg Stuart G. Poss.

## Descripció
Fa 7,8 cm de llargària màxima. 15 espines i 8 radis tous a l'única aleta dorsal. 3 espines i 5 radis tous a l'anal. 28 vèrtebres. 16-20 escates tubulars a la línia lateral. Absència d'espines a les superfícies laterals de l'os lacrimal i del primer os suborbital. Segona espina de l'aleta dorsal força allargada. Boca terminal. 12-16 branquiespines. Absència d'aleta adiposa. Aletes pectorals amb cap espina i 12-12 radis tous. 1 espina i 5-5 radis tous a les aletes pelvianes.

## Hàbitat i distribució geogràfica
És un peix marí, demersal (entre 143 i 230 m de fondària) i de clima tropical, el qual viu a l'Índic occidental: Saya de Malha (Maurici).

## Observacions
És inofensiu per als humans, el seu índex de vulnerabilitat és de baix a moderat (34 de 100) i no pateix de cap amenaça important a hores d'ara, ja que no experimenta cap disminució poblacional significativa.